# Restio stokoei
Restio stokoei är en gräsväxtart som beskrevs av Neville Stuart Pillans. Restio stokoei ingår i släktet Restio och familjen Restionaceae. Inga underarter finns listade i Catalogue of Life.